# الله درة سفلي (مقاطعة ديواندرة)
الله‌درة سفلي (بالفارسية: الله‌دره سفلی) هي قرية تقع في قسم كولة الريفي (مقاطعة ديواندرة) في إيران. يقدر عدد سكانها بـ 464 نسمة .